# Соціал-демократична партія Чорногорії
Соціал-демократична партія Чорногорії (чорн. Соціјалдемократска партіја Црне Горе, Socijaldemokratska Partija Crne Gore) — одна з політичних партій Чорногорії.

## Історія
Соціал-демократична партія Чорногорії була заснована в 1993 році. Дотримувалася антивоєнних позицій, виступала проти політики Слободана Мілошевича. Позиції обох партій сходилися з багатьох питань, в тому числі щодо підтримки незалежності Чорногорії на Референдумі про незалежність Чорногорії в 2006 році, визнання незалежності Косова і необхідності приєднання Чорногорії до Європейського союзу і Організація Північноатлантичного договору.
У парламентських виборах 2012 року Соціал-демократична партія Чорногорії брала участь в союзі з Демократичною партією соціалістів у складі Коаліції за європейську Чорногорію "під керівництвом прем'єр-міністра Міло Джукановича. Коаліція отримала 39 місць з 81, з них 6 мандатів дісталися Соціал-демократичної партії.

## Розкол у партії
У серпні в Соціал-демократичної партії стався розкол: ряд депутатів в Скупщині Чорногорії і два міністри в уряді (міністр у справах інформаційного суспільства та міністр транспорту) оголосили про вихід з партії в зв'язку з невдоволенням політикою голови партії Ранко Крівокапіча і про формування нової партії «Соціал-демократи Чорногорії». У вересні 2015 року голова Соціал-демократичної партії Ранко Кривокапич зажадав від Міло Джукановича відправити у відставку міністрів і надати Соціал-демократичної партії право призначити нових представників на ці посади відповідно до коаліційної угоди, яку передбачає право Соціал-демократичної партії незалежно призначати будь-яких своїх представників на посади міністрів транспорту, внутрішніх справ та інформаційного співтовариства. Міло Джуканович відмовився відправити міністрів у відставку, пояснивши це двома причинами: по-перше, небажаними перестановками в уряді напередодні отримання Чорногорією запрошення в НАТО, а по-друге, тим, що зазначені міністри були помітними політиками в Соціал-демократичної партії і зробили великий внесок у перемогу «Коаліції за європейську Чорногорію» ві мають право на місця в уряді. Ранко Кривокапич заявив, що Соціал-демократична партія припиняє підтримку уряду, але не буде домагатися його відставки до тих пір, поки Чорногорія не отримає запрошення в НАТО, щоб не уповільнити процес приєднання країни до Північноатлантичного договору (отримання запрошення очікувалося в кінці 2015 року)
19 грудня 2015 року Міло Джуканович закликав провести в січні 2016 року голосування про довіру уряду. Обговорення в Скупщині вотуму довіри уряду тривало три дні до 27 січня 2016 року. У цей день відбулося голосування, в ході якого уряд Джукановича отримав вотум довіри (його підтримали 42 депутати. В ході обговорення коаліційні партнери звинувачували один одного в корупції і фальсифікації виборів. Ранко Кривокапич заявив про те, що Міло Джуканович заплатив двом міністрам від Соціал-демократичної партії, щоб вони зрадили партію і перейшли на бік прем'єр-міністра. Міло Джуканович відкинув ці звинувачення, пояснивши їх надмірною емоційністю Крівокапіча після розколу партії, і звинуватив Соціал-демократичну партію в бажанні користуватися привілеями, які дає перебування в уряді, і одночасно критикувати уряд, підтримуючи дії частини опозиції проти національних інтересів Чорногорії. Голосування проти уряду Джукановича чотирьох депутатів від Соціал-демократичної партії, що залишилися вірними партії після розколу, ознаменувало кінець коаліції двох партій, що тривала 18 років.